# Flora Drummond
Flora Drummond (4. srpna 1878 Manchester – 17. ledna 1949 Carradale) byla britská sufražetka.
Vyrůstala na ostrově Arran. Pro svoji malou postavu se nemohla stát listonoškou. Byla jednou z organizátorek v Sociálním a politickém svazu žen (WSPU). Za svoji činnost ve WSPU byla několikrát uvězněna. Přezdívali jí „Generál”, pro její zálibu v nošení kabátce ve vojenském stylu.